# Edward Knight
Edward William Knight (Ann Arbor, 4 november 1961) is een Amerikaanse componist, muziekpedagoog en trompettist.

## Levensloop

### Jeugd en opleiding
Knight kreeg zijn eerste pianoles al op tweejarige leeftijd van zijn oma Kathryn Dyer Knight, een concertpianiste en pianolerares. Later leerde hij de trompet te bespelen en maakte als lid van het harmonieorkest Musical Youth International concertreizen door Rusland, Scandinavië en het Verenigd Koninkrijk. Hij studeerde aan de Eastern Michigan University in Ypsilanti bij onder anderen Anthony Iannaccone (compositie) en behaalde aldaar zijn Bachelor of Music. Vervolgens studeerde hij aan de Universiteit van Texas in Austin bij onder anderen David Del Tredici en John Corigliano en behaalde zijn Master of Music. Zijn studies voltooide hij eveneens aan de Universiteit van Texas en promoveerde tot Ph.D. (Philosophiæ Doctor). Bij John Corigliano studeerde hij later ook nog een jaar privé in New York. Met een studiebeurs van Rotary International kon hij verder postdoctoraal aan het Royal College of Music in Londen bij John Lambert studeren. Daar was hij de eerste Amerikaan, die de Arthur Bliss Memorial prijs kon winnen.

### Muziekpedagoog
Hij werkte van 1992 tot 1994 als docent aan het Hunter College in New York. Knight was in 1997 oprichter van het Project 21: Music for the 21st Century. Als docent is hij sinds 1997 verbonden aan de Oklahoma City University in Oklahoma City.

### Componist
Knight had al vroeg groot succes met zijn composities zoals Of Perpetual Solace, Total Eclipse, Granite Island en Big Shoulders. Met zijn doctorale proefschrift aan de Universiteit van Texas, het orkestwerk Of Perpetual Solace, won hij de 1e prijs in de competitie van het National Orchestra Association’s New Music Orchestral Project. Zijn Total Eclipse werd door een jury gekozen tijdens de competitie New York Philharmonic's Horizons '90: New Music for Orchestra. Ook het werk Big Shoulders won in 1994 de American Society of Composers, Authors and Publishers (ASCAP) Rudolf Nissim Prijs. Het werk Granite Island was een opdracht van het Los Angeles Composers Project in hun eerste compositiewedstrijd. Verder ontving hij de een prijs tijdens de San Francisco Song Festival’s American Art Song Competition, bij de Delius Composition Competition, het Bergen Festival's Morton Gould Memorial en tijdens de Vienna Modern Masters
Hij is gehuwd met Mary Jane Alexander, een journaliste.

## Composities

### Werken voor orkest
- 1988: - Of Perpetual Solace, voor orkest
- 1989: - Total Eclipse, voor orkest
- 1991: - Big Shoulders, voor orkest
- 1991: - Granite Island, voor orkest
- 1992: - Concert, voor klarinet en kamerorkest
- 1997: - Life Is Fine, voor sopraan en orkest
- 1998: - Cadillac Ranch, voor strijkorkest
- 2003: - The Golden Spike, suite voor orkest - ook bekend als The Golden Spike and Night of the Comets
- 2004: - Cradle of Dreams, voor gemengd koor en orkest

### Werken voor harmonieorkest
- 1998: - Route 66, voor harmonieorkest
- 2003: - The Golden Spike, voor harmonieorkest
- 2008: - Hit on All Sixes, voor harmonieorkest[7]
- 2012: - Seventh Day of the Seventh Moon, voor harmonieorkest
- 2013: - Peace and Light Rising, voor harmonieorkest[8]
- - Inbox, voor harmonieorkest[9]

### Muziektheater

#### Musical
| Voltooid in | titel               | uitvoeringen | première                                                                                           | libretto            | verdere liedteksten | choreografie |
| ----------- | ------------------- | ------------ | -------------------------------------------------------------------------------------------------- | ------------------- | ------------------- | ------------ |
| 1998        | Strike a Match      |              | 8 oktober 1999, Oklahoma City, Oklahoma City University - Oklahoma Opera & Music Theater Company   | Mary Jane Alexander |                     |              |
| 2000        | Night of the Comets |              | september 2001, Oklahoma City, , Oklahoma City University - Oklahoma Opera & Music Theater Company | Mary Jane Alexander |                     |              |

### Vocale muziek

#### Werken voor koor
- 1988: - O Vos Omnes, voor sopraan, alt, tenor, bas en gemengd koor
- 2002: - Wings of Fire, voor gemengd koor
- 2004: - Cradle of Dreams, voor gemengd koor en orkest

#### Liederen
- 1997: - Life is Fine, zangcyclus voor sopraan en orkest (of piano) - tekst: Langston Hughes
  1. Genius Child
  2. Georgia Dusk
  3. Green Memory
  4. World War 2
  5. S-sss-ss-sh!
  6. Life Is Fine
- 1998: - Indigo, voor vrouwelijke zangstem en piano
- 1998: - Rockaway, voor mannelijke zangstem en piano
- 2008: - Tales Not Told, zangcyclus voor hoge zangstem (of middenstem) en piano[11][12] - tekst: Mary Jane Alexander
  1. Civil War widow Helen Harvey Tiffany Paddock (1822-1914)
  2. reluctant Pilgrim Patience Brewster Prence (1603-1634)
  3. frontier girl Keziah Keyes Ransom (1774-1837)
  4. accused Salem witch Sarah Town Bridges Cloyce (c. 1639-1703)
  5. turn-of-the-century schoolteacher Bessie Barton Paddock (1885-1958)
  6. martyred Quaker Mary Dyer (1611-1660)
- 2010: - Sara Teasdale Song Cycle, voor tenor, klarinet en piano
- - Parts from "Night of the Comets", voor sopraan en piano

### Kamermuziek
- 1993: - Sonate, voor cello en piano
- 2003: - Halley's Tale, voor dwarsfluit en piano (of harp)
- 2003: - Romance, voor klarinet en piano
- 2004: - Acela, voor dwarsfluit/piccolo, klarinet, viool, cello, marimba/vibrafoon en piano/celesta
- 2004: - Raven, voor klarinet en marimba
- 2007: - Beneath a Cinnamon Moon, voor klarinet, altviool en piano
- 2007: - Sonate "Through Salt-Rimmed Glasses", voor trompet en piano
- 2009: - Bringer of Fire, rapsodie voor contrabas en piano
- 2009: - Spectacular Spectacular!, voor koperkwintet[13]
- 2009: - Trombone Quartet[13]
- 2010: - Inbox, voor dwarsfluit, altviool en piano
- 2010: - Triduum, voor trompet en orgel

### Werken voor orgel
- 2003: - Inaugural Fanfare

### Werken voor piano
- 1982: - Illusions
- 1999: - Suite from "Strike a Match"

### Werken voor slagwerk
- 2002: - American Diner, voor slagwerkensemble
- 2003: - Lost Luggage, voor marimba